# بتشول أذيني
بتشول أذيني (الاسم العلمي:Pogostemon auricularius) هو نوع من النباتات يتبع جنس البتشول من الفصيلة الشفوية.